# Иван Бояджиев (революционер)
Вижте пояснителната страница за други личности с името Иван Бояджиев.
Иван Николов Бояджиев с псевдоними Роберт, Роберт Крайман, XVIII - Semperst 33/10 Vien, е български общественик и революционер, деец на Македонската младежка тайна революционна организация.

## Биография
Иван Бояджиев е роден през 1901 или 1904 година в град Велес, тогава в Османската империя, днес в Северна Македония. Завършва Първа мъжка гимназия през 1922 година, а след това следва машинно инженерство в Загреб.
През март 1922 г. в Загреб под ръководството на Иван Бояджиев петима български студенти създават Македонската младежка тайна революционна организация (ММТРО). През май и юни се създават първите ѝ групи по места, с ръководни петчленни групи, „петорки“. Главната петорка на ММТРО в Загреб, в която е Иван Бояджиев (главен петар), става „междинна“ и играе изключително важна роля – тя е връзката между ММТРО във Вардарска и Егейска Македония и петорките в чужбина, както и между ММТРО и ЦК на ВМРО. Бояджиев се грижи и за разпространението на организационния сборник „Илинден“ сред останалите студенти.
При разкритията за ММТРО сърбите не успяват да арестуват Иван Бояджиев и да го изправят пред съда, той успява да избяга във Виена през 1927 година. Сътрудничи активно с МСС и е избран за председател на Виенското дружество. От затвора Димитър Гюзелев му изпраща шифровано писмо с имената на останалите на свобода дейци и от чужбина той успява да се свърже с някои от тях и да предприемат действия за възстановяване на организацията.
Тежко болен от туберкулоза, умира през 1930 година във Виена или през 1932 година във Велес.